# Ігнаткі (Більський повіт)
Ігнаткі (пол. Ignatki) — село в Польщі, у гміні Вишки Більського повіту Підляського воєводства.
Населення — 60 осіб (2011).
У 1975-1998 роках село належало до Білостоцького воєводства.

## Демографія
Демографічна структура станом на 31 березня 2011 року:
|          | Загалом | Допрацездатний вік | Працездатний вік | Постпрацездатний вік |
| -------- | ------- | ------------------ | ---------------- | -------------------- |
| Чоловіки | 29      | 2                  | 20               | 7                    |
| Жінки    | 31      | 7                  | 12               | 12                   |
| Разом    | 60      | 9                  | 32               | 19                   |